# Nia (hongo)
Nia es un género de hongos en la familia Niaceae. El género contiene tres especies adaptadas al medio ambiente marino. Todos son hongos de podredumbre de la madera, producen pequeños basidiocarpos (cuerpos fructíferos) gasteroides en madera a la deriva, madera sumergida, madera de manglar y otros substratos similares. La especie tipo, Nia vibrissa, se encuentra muy difundida en mares templados y tropicales.